# アレクサンドロス3世の死

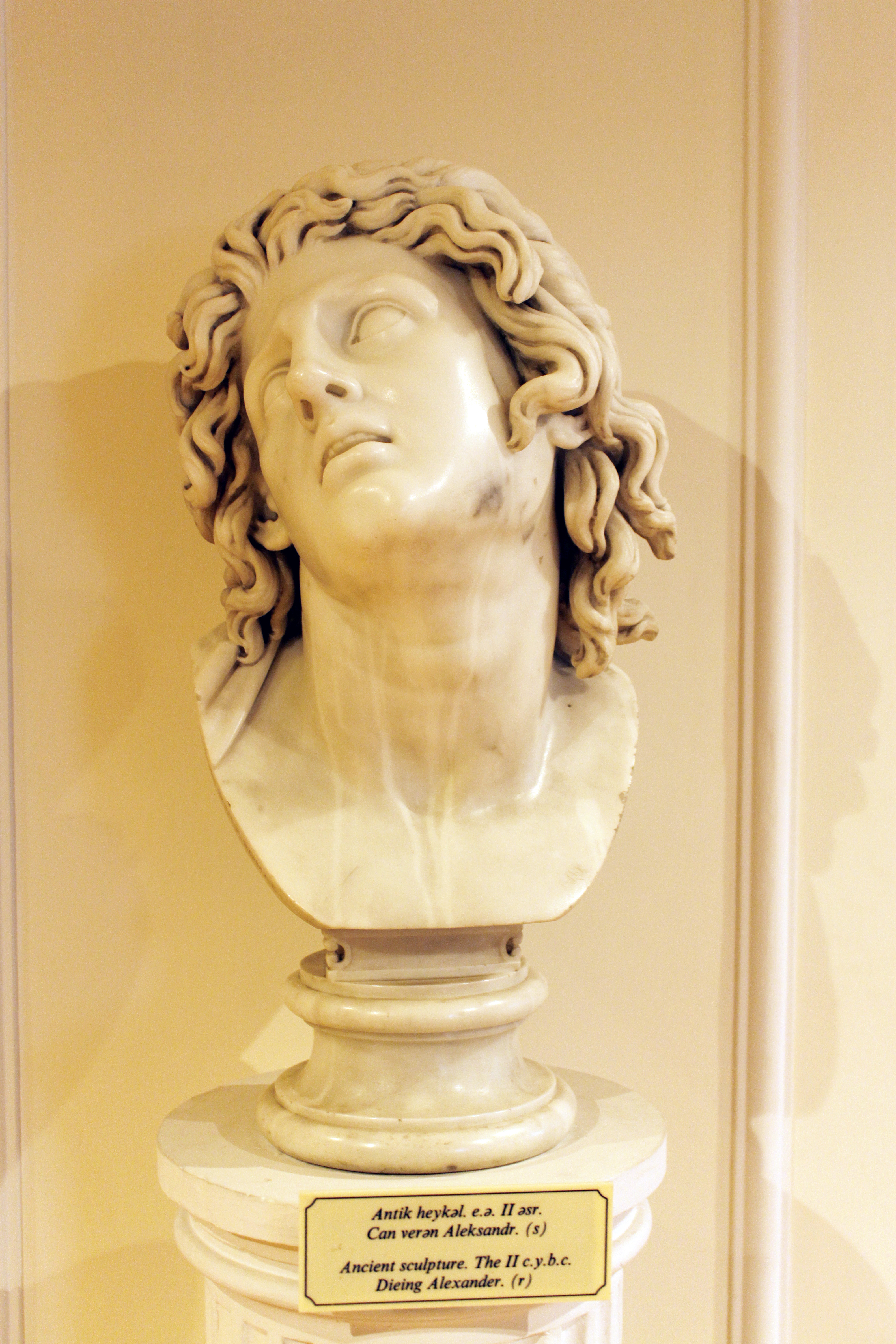
死にゆくアレクサンドロス3世を模った紀元前2世紀の胸像の複製。アゼルバイジャン国立美術館蔵

アレクサンドロス3世の死では、「アレクサンドロス大王」の通称でも知られるマケドニア王アレクサンドロス3世の死に関する出来事や論争について述べる。バビロニア天文日誌によれば、アレクサンドロス3世は紀元前323年6月10日の日没から11日の日没の間に死去した。この時、彼は32歳だった。没地はバビロンのネブカドネザル2世の宮殿だった。
マケドニア人や地元の人々は訃報に接して涙を流し、被征服者である旧ハカーマニシュ朝の属民は頭を剃った。最後のハカーマニシュ朝の王ダレイオス3世の母であるシシュガンビスは、アレクサンドロス3世の死を聞いてから食を絶ち、数日後に亡くなった。このアレクサンドロス3世の死について記録した一次史料はいくつか存在するものの、歴史家によってその評価は様々であり、それゆえにこの死そのものについても多くの説が提唱されている。

## 背景
紀元前323年2月、アレクサンドロス3世は軍勢を率いてバビロンに向かった。アッリアノスによれば、彼がティグリス川を越えたところにカルデア人が来て、ベール神から今アレクサンドロス3世がバビロンの街に入れば命にかかわる事態になるという警告を受けた、と伝えてきた。またカルデア人たちは、西へと進軍を続けるアレクサンドロス3世に対し、没落の象徴である日の入りを見ているかのようだと警告した。その代わりに彼らはバビロンの西側にある王の門から、東向きにバビロンに入るよう勧めた。アレクサンドロス3世はこれに従おうとしたが、その行程は沼地がちで進軍に適さない地形だった。ヨナ・レンダリングによれば、「おそらく（紀元前）323年5月」、バビロニアの占星術師たちはアレクサンドロス3世の代わりに一般人をバビロニアの王座に座らせ、神の矛先をそらして王の災難を防ごうとした。しかしギリシア人たちは、この儀式の真意を理解することができなかった。

### カラノスの予言
カラノスは、ヒンドゥー教のバラモン僧（ギリシア人からはギュムノソピスタイすなわち「裸の哲学者」と呼ばれた人々）の一人だったとされる。彼はアレクサンドロス3世の求めに応じ、パンジャーブから帰途に就く彼の遠征軍に同行した。しかしペルシスの天候や旅の疲れから衰弱し、廃人として生きるよりも死のうと考え、焼身自殺した。アレクサンドロス3世は思いとどまるよう説得したが、カラノスの強い意志を前にして折れ、プトレマイオスに火葬台を建設させてカラノスの要望を実現させてやった。これは紀元前323年、スーサで起きた出来事だった。カラノスについては、アレクサンドロス3世の提督ネアルコスやミティリニのカレスらも記録している。カレノスが焼け死んでいくのを、周りの者たちは恐懼しながら眺めていたが、カレノス自身はたじろぐこともなかった。彼は火葬台の上で焼け死ぬ前に、アレクサンドロス3世に「我らはバビロンで会うだろう」という最後の言葉を残した。それゆえ、カレノスはアレクサンドロス3世がバビロンで死ぬことを予言していたのだとされている。カレノスが死んだ時点で、アレクサンドロス3世のもとにはバビロンへ行く計画すらなかった。その時には誰もカレノスの遺言を理解できなかったが、アレクサンドロス3世がバビロンで病に倒れ死去して初めて、ギリシア人たちはその真意に気づいたのだった。

## 死因

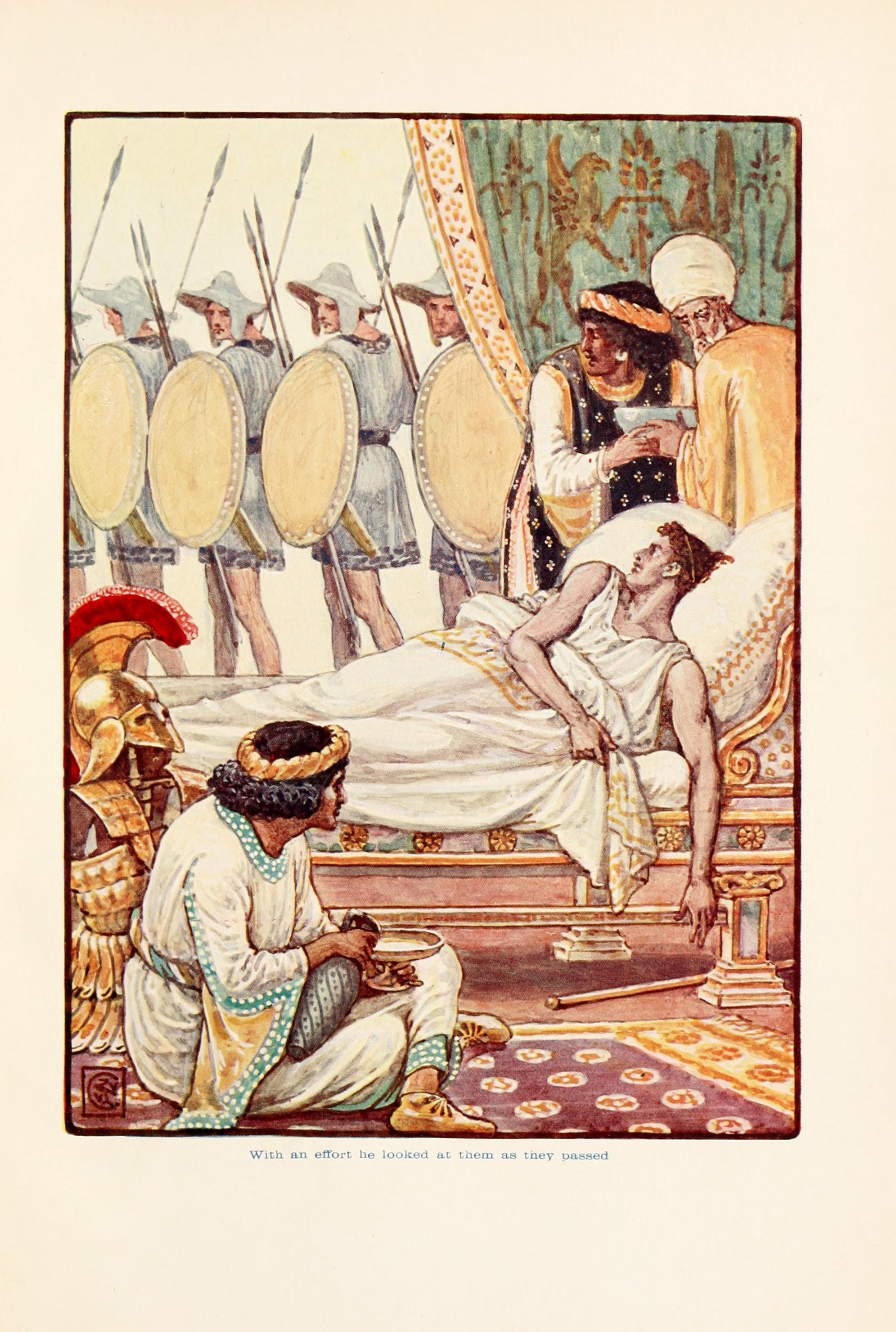
去っていく者たちに目を向けようとするアレクサンドロス3世

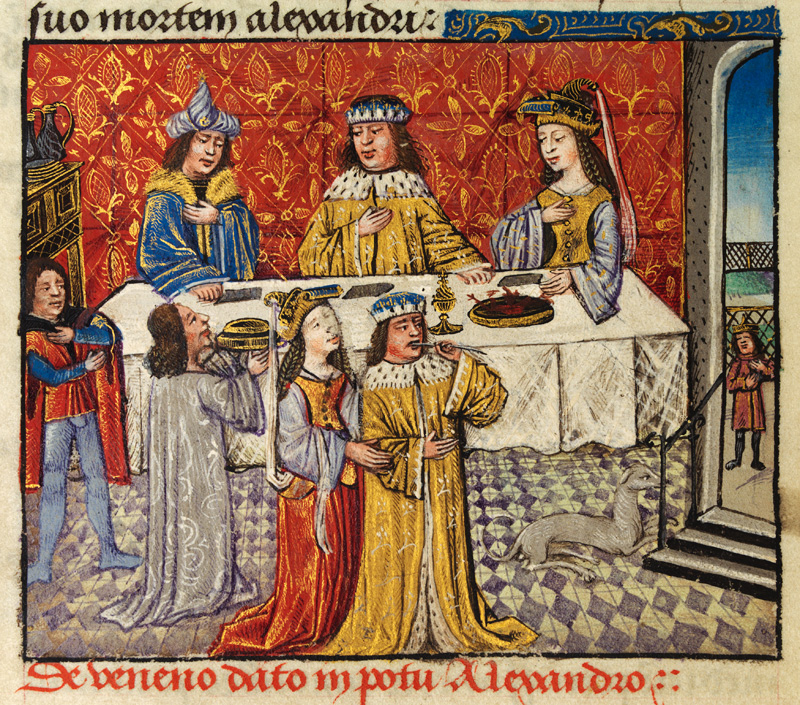
アレクサンドロス3世に毒を盛る様子。15世紀の物語『アレクサンドルの戦いの歴史』（The History of Alexander’s Battles, J1 version. NLW MS Pen.481D）より。

アレクサンドロス3世の死因については、アルコールによる肝臓病、熱病、ストリキニーネ中毒など様々な説が挙げられているが、それらを立証できるような史料はわずかしかない。メリーランド大学医学部は1998年、アレクサンドロス3世が腸チフスによって死んだとする説を発表した。この病はマラリアと共に、古代バビロンで一般的な疾病だった。アレクサンドロス3世が死ぬ1週間前には、彼の悪寒、発汗、疲労、高熱といった症状があったと記録されている。これらは腸チフスなどの伝染病の典型的な症状である。メリーランド大学メディカル・センターのDavid W. Oldachによれば、アレクサンドロス3世は「重い腹痛」も患っており、それゆえ彼は「苦痛で泣き叫んだ」という。ただこれは、信頼性の低いアレクサンドロス・ロマンスの記述を基にしている。アンドリュー・N・ウィリアムズやロバート・アーノットは、アレクサンドロス3世は最後の数日間には声を出すこともできなくなっていたと考えている。アレクサンドロス3世はキュロポリス包囲戦で首を負傷しており、声が出なくなったのはその後遺症である、としている。
他にも、アレクサンドロス3世の死因としてはマラリア説や毒殺説が有力である。また彼の病状から、非感染性の疾病を挙げる説も提唱されている。

### マラリア説
アンドリュー・チャッグは、アレクサンドロス3世が湿地を進んでバビロンの水を用いた防衛体制を調べている間にマラリアに感染し、2週間後に死亡したのだと主張している。チャッグの説はエペメリデスや詳細不明のエリュトラエのディオドトゥスという人物の記録に基づいているが、これらの史料の確実性については疑義が呈されている。また熱帯熱マラリア原虫が引き起こす急激な高熱の症状がみられないのも、マラリア説の弱点となっている。それでもなお、マラリア説はポール・カートリッジなどに支持されている。

### 毒殺説
毒殺説も、アレクサンドロス3世の死後長きにわたって有力であり続けている説である。容疑者としては、彼の妻たち、将軍たち、異母兄弟や酌取り係など多様な人物の名が挙がっている。毒殺説は、Liber de Morte Testamentoque Alexandri （アレクサンドロスの死と審判に関する書）によって特に脚光を浴びることになった。この文献は、紀元前317年以降に、ポリュペルコン派がアンティパトロスの一族を貶めようという政治的な動機から書いたものである。ユニアヌス・ユスティヌスは著書Historia Philippicae et Totius Mundi Origines et Terrae Situsの中でさらにアンティパトロス毒殺説を発展させ、アンティパトロスが「馬の蹄（だけ）では運べないほど」に強力な毒をアレクサンドロス3世に盛ったのだと主張している。
ポール・C・ドハーティは、著書Alexander the Great: The Death of a Godの中で、アレクサンドロス3世がプトレマイオス1世（王の異母兄弟であった可能性がある）にヒ素で毒殺されたとする説を唱えている。しかしニュージーランド国立毒物センターの毒物学者レオ・シェップ博士は、ヒ素の可能性は低いとして、代わりに「白ヘレボルス」の通称で知られるバイケイソウ(Veratrum album) で作ったワインが毒殺に用いられたと考えている。この植物は古代ギリシアでも知られており、長期的な症状が出る毒を作ることができ、アレクサンドロス・ロマンスで説明されている病状の経過とも一致しているという。この、アレクサンドロス3世が毒殺され、その毒物としてはバイケイソウが有力であるという論文は、査読付き医学誌Clinical Toxicologyに掲載された。古代ギリシアの歴史家ディオドロスは、アレクサンドロス3世が「ワインの大杯を飲んだ後に痛みに襲われた」と述べており、これもバイケイソウワイン説を後押ししている。

### 先天性障害説

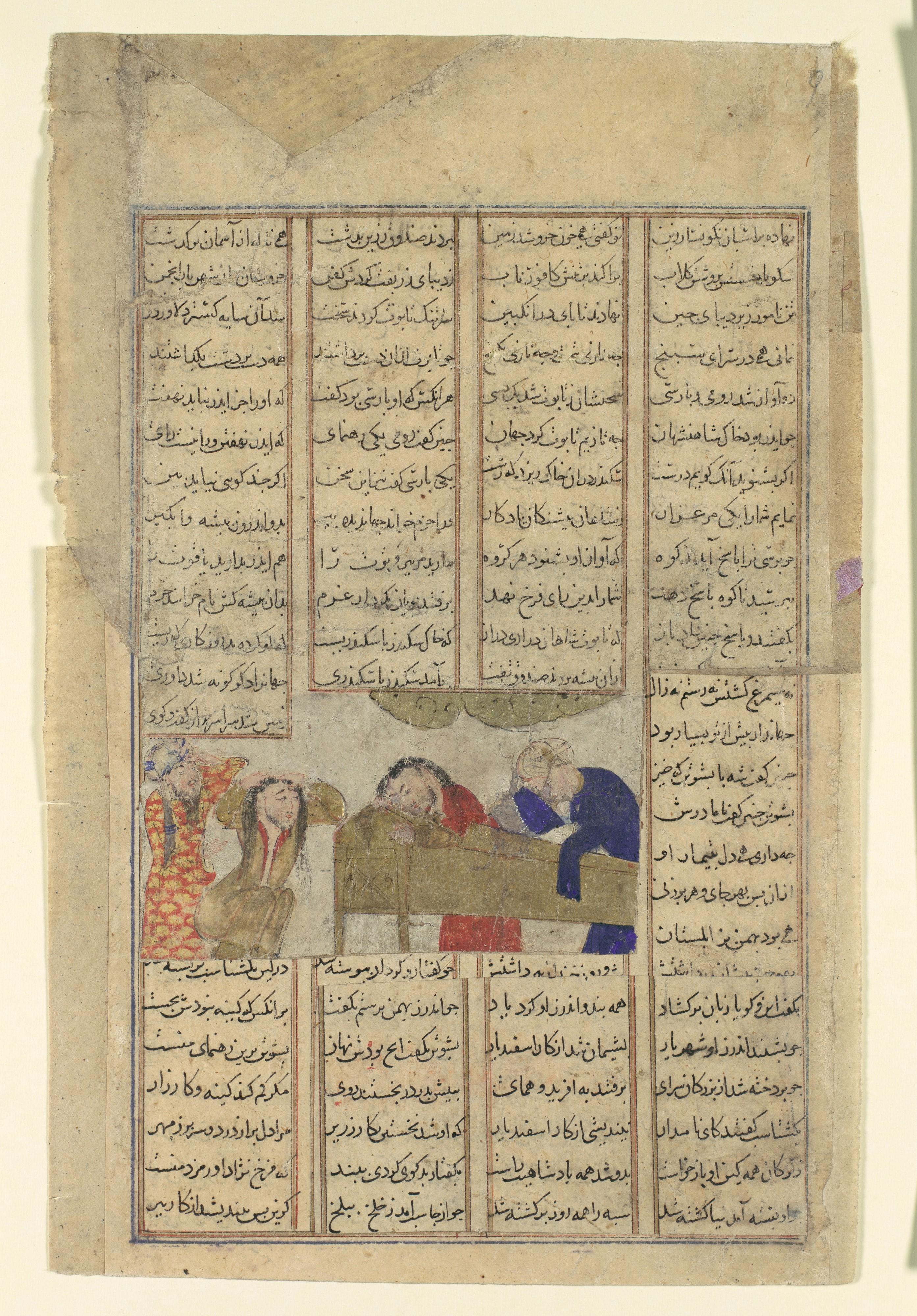
シャー・ナーメ中の「イスカンダルの葬式」。アレクサンドロス3世の生涯と死を、ペルシア帝国全土の君主として詳述している。

アレクサンドロスの死が疾患ではなく、彼の先天的な脊椎側彎症と関係しているのではないかとする仮説もある。アレクサンドロス3世は首の奇形や眼球の欠陥を抱えていたと考えられており、稀な障害であるクリッペル・ファイル症候群を抱えていた可能性が指摘されている。彼の身体的な障害や症状が、最終的に彼の死をもたらしたと考える専門家もいる。例えばアレクサンドロス3世が最後の数日間で病に倒れた時、硬膜外脊髄圧縮が進行し、頚髄損傷を起こしたとする説がある。ただ、この症状はアレクサンドロス3世の遺体すべてを分析できない限り、立証不可能である。

### ウエストナイル熱説
伝染病学者のジョン・マーとチャールズ・カリッシャーは、ウエストナイル熱がアレクサンドロス3世の死因である可能性を提唱している。ロードアイランド大学の伝染病学者トーマス・メイザーは、このウエストナイル熱説を「実に説得力がある」と評価しつつも、この伝染病のウイルスで死亡するのは高齢者か免疫系が弱い患者であることが多い点を指摘している。ウィンスロップ大学病院の Burke A. Cunhaは、マーとカリッシャーのウエストナイル熱説を批判している。またほかにも、ウエストナイル熱は8世紀以前には人間への感染力を持たなかったはずだとする指摘もなされている。

### その他
その他の疾病説では、「深酒によるアルコール摂取と過度に贅沢な食事」による急性膵炎説、感染性心内膜炎説、ビルハルツ住血吸虫による住血吸虫症説、ポルフィリン症説などが提唱されている。オーストリアの歴史家フリッツ・シャッハーマイヤーは、白血病とマラリアの両方の可能性を指摘している。症状診断補助のためのWebプログラムであるGIDEONがアレクサンドロス3世の症状から鑑別診断リストを生成したところ、インフルエンザの可能性が最も高い（41.2パーセント）という結果が出た。しかしCunhaによれば、インフルエンザもマラリアや住血吸虫症、毒物などと同様に、アレクサンドロス3世の症状との間に矛盾点が生じるいう。

## 遺体の保存

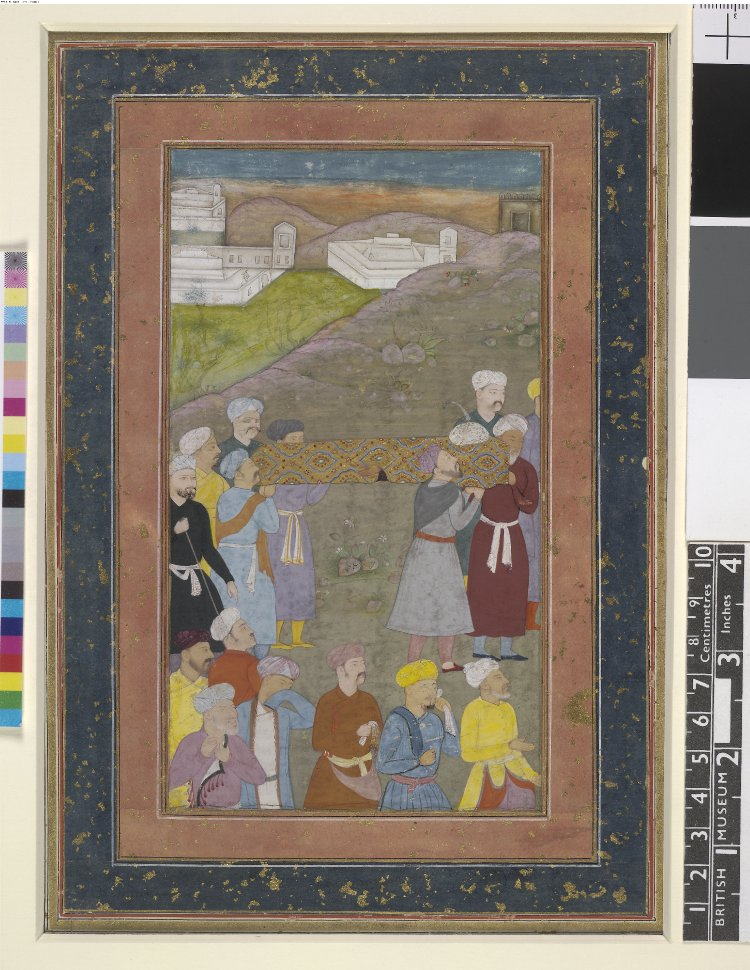
イスカンダル（アレクサンドロス）の葬式。棺に紋織の絹布がかけられ、彼のターバンが端に載せられている。ニザーミーの版では、イスカンダルはバビロンの近くで病に倒れ、死んだことになっている。彼は毒を盛られたと信じられたため、何によっても彼を生き返らせることはできなかった、と述べられている。

ある古代の文献によれば、アレクサンドロス3世の遺体を運ぶのにふさわしい棺車を設計して製作し、バビロンの外へ遺体を運び出すのに2年を要したという。この2年もの時間の間にどうやって遺体が保存されていたのか、詳しいことは分かっていない。ウォーリス・バッジは、1889年に蜂蜜の大桶が用いられたとする説を提唱した。一方で古代のプルタルコスは、エジプト式の防腐処理が施されたのだと伝えている。
アレクサンドロス3世の死後、6月16日にエジプト人とカルデア人の防腐処理人が到着し、遺体をまるで生きているかのような外見に処理したという。これについては、死の直前に麻痺を起こす腸チフスの症状であると解釈する説もある。

## 埋葬地と遺体の行方
バビロンを出たアレクサンドロス3世の棺車は彼の故郷マケドニアに向かっていたが、途中のシリアで、アレクサンドロス3世の将軍の一人プトレマイオス1世によって止められた。プトレマイオス1世は紀元前322年後半もしくは紀元前321年前半に、遺体をエジプトへ送り、メンフィスで埋葬した。その後、紀元前4世紀後半から紀元前3世紀前半の間に、遺体はメンフィスからアレクサンドリアに改葬された。パウサニアスは、これが紀元前280年のプトレマイオス2世による施策だったとしている。さらにその後、プトレマイオス4世はアレクサンドロス3世の遺体をアレクサンドリアの共同霊廟に安置した。最後のプトレマイオス朝の君主クレオパトラ7世が死去して間もなく、アウグストゥスがこの霊廟を訪れた。アウグストゥスは墓に花をささげ、王の頭に黄金のダイアデムをかぶせたといわれている。4世紀までに、アレクサンドリアにおけるアレクサンドロス3世の遺体の所在が分からなくなった。後世の著述家であるイブン・アブドゥルハカムやマスウーディー、レオ・アフリカヌスなどは、自分がアレクサンドロス3世の墓を目にしたと主張している。レオ・アフリカヌスは1491年に、ジョージ・サンズは1611年に、それぞれアレクサンドリアで墓を見たと記録している。ある伝説によれば、アレクサンドロスの遺体は初期キリスト教会の下の地下聖堂に眠っているのだという。